# N-Methylpiperazin
N-Methylpiperazin ist eine organische Verbindung und ein Derivat des Piperazins mit einer zusätzlichen Methylgruppe.

## Herstellung
N-Methylpiperazin kann ausgehend von Piperazin hergestellt werden. Dieses wird zunächst mit Benzoylchlorid zu N-Benzoylpiperazin umgesetzt. Als Nebenprodukt entsteht auch Dibenzoylpiperazin, das jedoch vergleichsweise leicht abgetrennt werden kann. Indem dieses Intermediat mit Formalin umgesetzt wird entsteht eine Methylenverbindung mit zwei Piperazineinheiten. Diese kann durch Reaktion mit Formaldehyd und Ameisensäure zu N-Benzoyl-N’-methylpiperazin umgesetzt werden, dessen Hydrolyse mit Salzsäure oder Natronlauge N-Methylpiperazin ergibt. Im Falle der sauren Hydrolyse wird das Dihydrochlorid erhalten.

## Reaktionen und Verwendung
Durch Reaktion von N-Methylpiperazin mit n-Butyllithium wird Lithium-N-methylpiperazid erhalten, das zur Einführung einer entsprechenden Schutzgruppe in aromatische Aldehyde dient. Es ist ein Edukt in der Synthese diverser Pharmazeutika wie Clozapin, Nintedanib, Olanzapin und Sildenafil. Durch Reaktion von N-Methylpiperazin mit Carbonsäurechloriden wie Acetylchlorid, Propionylchlorid oder Isobutyrylchlorid werden entsprechende Amide erhalten.